# زیردریایی تیپ یوبی سوم
زیردریایی تیپ یوبی سوم (به انگلیسی: German Type UB III submarine) یک کلاس از زیردریایی است.